# 戸次貞雄
戸次 貞雄（べっき さだお、1897年3月11日 - 1965年7月8日）は日本の宗教家。日本敬神崇祖自修団創始者。現在の熊本県山鹿市山鹿町出身。

## 主な活動と著作
1925(大14)8.1「仏の大慈大悲と運命」（昭和の法華経　第一編）
1928(昭3)9.10「昭和の法華経と常不軽菩薩」完成　二編「昭和の法華経とキリスト教」完成　三編「仏は滅し給わず」完成　　四編
1929(昭4)「三宝経」著述　
1930(昭5)「皇礼典法華妙皇道実証経」発行　
1932(昭7)7.7 福島県幕川金神滝開滝　
1946(昭21) 第一回 天地創造之大神大祭　大宇宙真理開顕　妙皇道　創刊号発行
1947(昭22) 福島県　旧福田村に皇礼堂落成
1949(昭24)4.15 「お蔭様の歌」完成
　　
11.3 「全思想之源泉　世界宗教根本論」出版　
12.28 「身削の光」発行
1951(昭26)4.21 「宇宙心理と文化」出版
「先祖権現堂」完成　
1952(昭27)3.18 「日本民族道凡論」「日本天皇堂と人間」　「日本天皇と万象の宗源」出版
1955(昭30) 「真運浄光荘厳恵尊」題目完成
1961(昭36)11 「真運東方光権現経昭和安神本願偈」
1962(昭37) 「自覚剤薬心経」
「日本の国柄」「我が身に感謝せよ」　「群生霊喜納帰元祭経」